# Cerâmica da Grécia Antiga

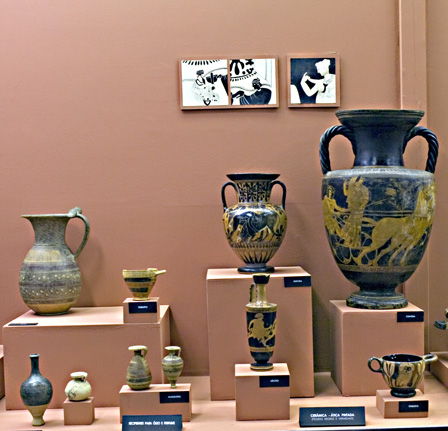
Vários tipos de cerâmica grega. Acervo do Museu Paulista.

A cerâmica grega entre o artesanato artístico deixado pelos Gregos, a cerâmica é a que tem um maior destaque, pois era uma mercadoria de primeira necessidade pelas múltiplas funções que possuía (serviço doméstico, usos artesanais e comerciais, apoio às cerimónias religiosas e fúnebres).O seu estudo é, entre o de todas as outras artes gregas (arquitectura e escultura), aquele que melhor documenta a evolução da plástica grega e também a evolução social, cultural e política da História da Grécia.
- Evoluiu em cinco estilos principais:
» Estilo Proto-Geométrico (séculos XI a.C. e X a.C.), Idade das Trevas - Neste primeiro estilo predominam os motivos naturalistas e a influência creto-micénica. Vão-se introduzindo formas geométricas básicas tais como os losangos, os círculos, as linhas retas e onduladas, entre outras;
» Estilo geométrico (séculos IX a.C. e VIII a.C.) - Este estilo tinha como principal característica o uso de motivos geométricos numa decoração simples e sóbria, motivos esses que eram dispostos à volta do corpo dos vasos, compondo bandas ou frisos; as bandas eram decoradas com motivos organizados em combinações e variações criativas tais como meandros, gregas, triângulos, losangos, linhas quebradas ou contínuas, axadrezados, entre outros, que eram realçados a preto sobre o fundo de cor natural do vaso. Este estilo sofre, no século VIII a.C., alterações como a introdução de elementos figurativos (animais e/ou figuras humanas) na decoração, que compunham cenas descritivas e narrativas, como batalhas ou cerimónias fúnebre e que eram apresentandos como meras silhuetas a negro, muito esquematizadas e estilizadas, de onde se excluíram todos os outros pormenores secundários; surgiu ainda a tendência para o aumento progressivo do tamanho das peças, que se destinavam a ser colocadas nos cemitérios como indicadores das sepulturas, á semelhança de estelas ou monumentos funerários. No final deste século o estilo geométrico entra em fase de desintegração.

## Estudo dos vasos

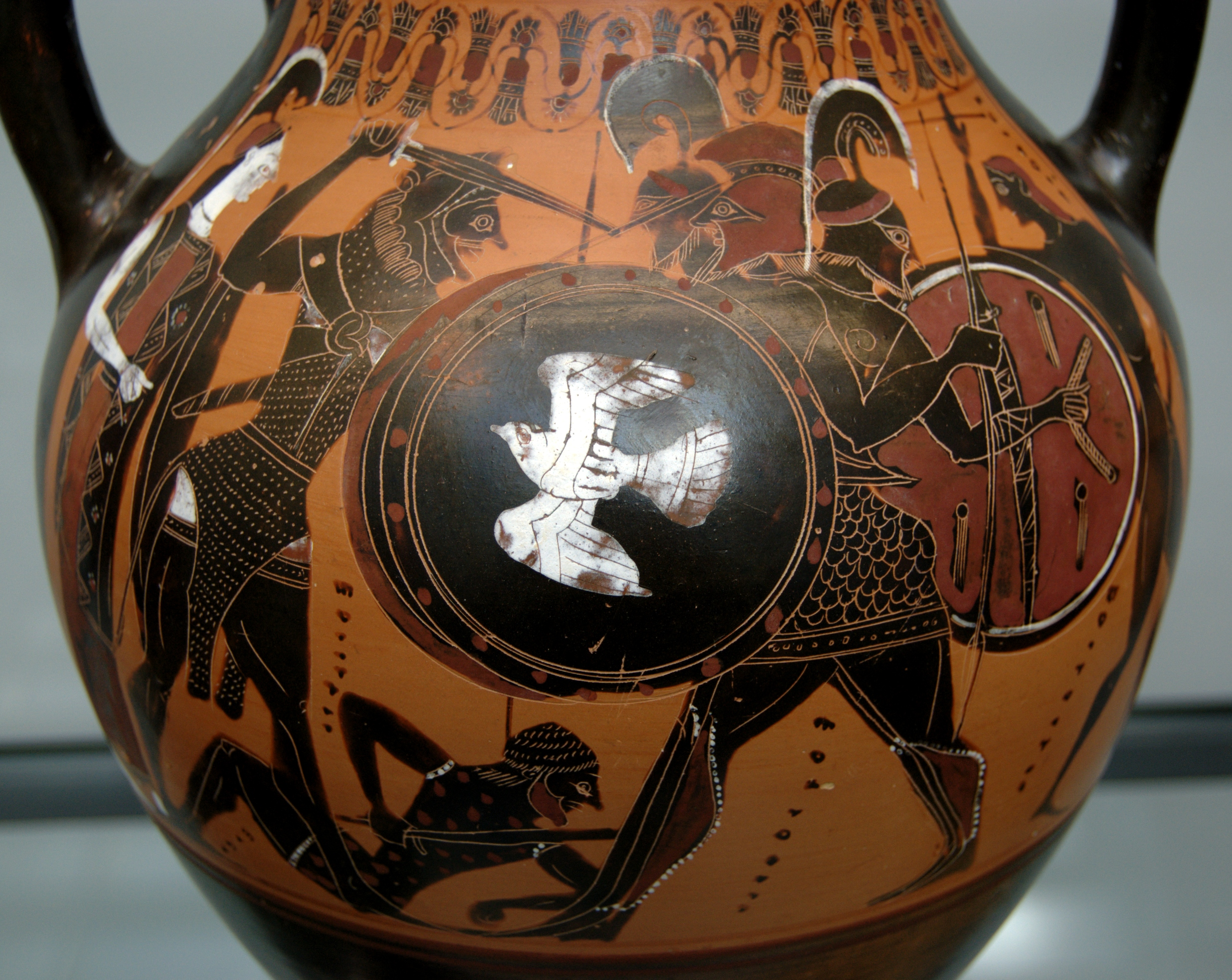

Os vasos gregos antigos começaram a se tornar conhecidos na Itália em 1550 d.C., embora nesta fase inicial tenham sido confundidos com vasos etruscos ao invés de gregos. Provavelmente as primeiras coleções de vasos gregos antigos começaram a ser formadas só na metade do século XVII d.C. No século XVIII houve uma grande descoberta de vasos e os estudiosos começaram a tomar interesse pelo tema porque os vasos poderiam oferecer interpretações acerca da Antiguidade. A primeira instituição a exibir os vasos gregos foi o Museu Britânico. Foi somente em 1740 que a primeira proposição sobre uma origem grega para essas peças foi pautada por Johann Joachim Winckelmann em seu estudo pioneiro sobre arte antiga publicado em 1744. A confirmação veio através da descoberta de que a linguagem utilizada nas inscrições contidas nos vasos era o grego. No século XIX, através dos estudos do Instituto Arqueológico Alemão, houve a descoberta da distinção entre as técnicas das figuras negras vermelhas e também sobre as diferenças regionais entre os vasos gregos. Estas descobertas foram feitas por Eduard Gerhard, estudando os achados recentes no sítio de Vulci. Os estudantes alemães Wilhelm Klein, Paul Hartwig, Adolf Furtwängler e Karl Reichhold publicaram um estudo ilustrado e com descrições das pinturas nos vasos gregos.
Já no século XX, John D. Beazley relacionou diversos vasos à pintores atenienses utilizando um método comparativo que não se baseava apenas nas assinaturas dos vasos. O seu método, chamado de “mão do artista”, inspirou-se no método que Lorenzo Morelli usou para identificação de artistas como Botticelli e Ticiano, ou seja: um método utilizado no contexto de reconhecimento de artistas produtores de pinturas renascentistas transportado para o universo de produção de vasos de cerâmica na Grécia Antiga.  Nos estudos contemporâneos sobre os vasos gregos, todos os aspectos do vaso são estudados – composição do vaso, pintura e função.

## Usos e formatos
Os vasos em cerâmica eram produzidos em ampla gama de formas e tamanhos e possuíam funções básicas que se complementavam: nos simpósios, por exemplo, mais de doze diferentes formas de vasos podiam ser empregadas para servir e consumir vinho. A estrutura de uma peça geralmente está ligada à anatomia humana: boca, pescoço, ombros, corpo ou pança, e pé – as alças eram chamadas de orelhas pelos gregos.
Os nomes que usamos para as suas formas são muitas vezes mais uma questão de convenção do que de factibilidade histórica. Enquanto alguns ilustram seu próprio uso, são rotulados com seus nomes originais, outros são o resultado de tentativas de primeiros arqueólogos de reconciliar o objeto físico com um termo conhecido da literatura grega – nem sempre com sucesso.
Em ordem alfabética, são eles: alabastro, ânfora (de pescoço, panatenaica, Nolan, tipos A, B e C), aríbalo (inicial e de figuras vermelhas), asco, cálpis, cântaro, cíato, cílice (tipos A, B e C), cratera (de cálica, de coluna, de voluta e de sino), dino, enócoa, escifo, exaliptro, hidría, lebes nupcial, lecánide, lécito, lip cup, lutróforo, olpe, pátera, pélica, pito, píxide, psíctere, ritão e estamno. Para entender a relação entre forma e função, esses vasos podem ser divididos em quatro grandes categorias:
- recipientes de armazenamento e transporte, incluindo a ânforas, pitos, pélicas, hidrías e píxides.

- recipientes de mistura, principalmente para os simpósios ou festas masculinas, incluindo crateras e dinos.

- jarras e xícaras, incluindo os vários tipos de cílices, cântaros, pateras, escifos, enócoas e lutróforos.

- vasos para óleos, perfumes e cosméticos, incluindo os grandes lécitos e os pequenos aríbalos e alabastros.

- Psíctere com figuras negras, retratando um Simpósio. Feito pelos áticos do Grupo de Leagros em 510 a.C., Coleções Estatais de Antiguidades, Munique, Alemanha.
- Lécito com figuras vermelhas, representando jogos do amor, de 360-340 a.C. da Apolônia. Museu de Arte Walters, Baltimore, EUA.
- Cântaro de um Simpósio, com figuras vermelhas,  ca. 450-425 a.C. da Beócia. Museu do Louvre.

Principalmente a partir do século VIII a.C. se deu a consolidação um mercado internacional de cerâmica grega, dominado pelos dois grandes centros de produção da época, Atenas e Corinto, ao menos até o final do século IV a.C.

## Decoração

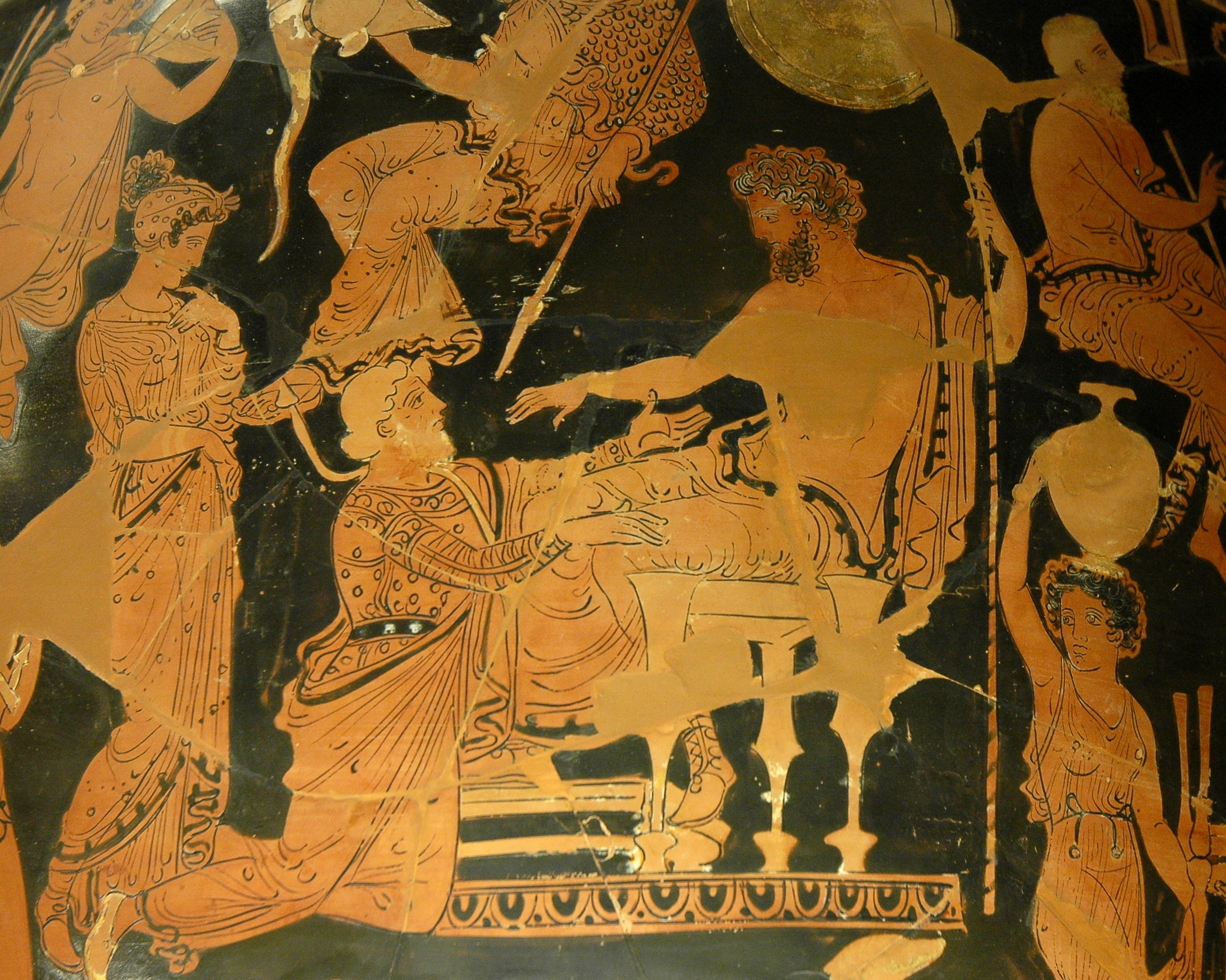
Exemplo de pintura de figuras vermelhas

Normalmente a cerâmica grega era decorada com pinturas com temas do dia-a-dia, mitológicos ou eróticos; mas esses vasos tinham outras funções. Essas pinturas poderiam ser em figuras negras, figuras vermelhas, toda em preto (com ou sem detalhes brancos), entre outros. Os gregos eram povos que se pareciam conosco, se parar para pensar hoje usamos vasos decorados para beber água, colocar vinho e etc

## Importância arqueológica
Sua importância se deve principalmente às cenas pintadas nos mesmos, que são excelentes fontes históricas pois normalmente representam cenas do cotidiano ou da mitologia, contando-nos os hábitos e as crenças dessa sociedade. Às vezes as cenas mostram para que os vasos eram usados.
Também mostram-nos a grande habilidade dos artesãos da Grécia Antiga.

### Artigos científicos
- Francisco, Gilberto da Silva (5 de agosto de 2016). «Um artista grego na Etrúria? O caso de Aristonoto». Diálogos Mediterrânicos (10): 26-47. doi:10.24858/199. Consultado em 5 de outubro de 2022

### Livros e capítulos de livros
- Clark, Andrew; Elston, Maya; Hart, Mary Louise (2002). Understanding Greek Vases: a guide to terms, styles and techniques. Los Angeles: Getty Publications. ISBN 9780892365999

- Cook, Robert Manuel (1997). Greek Painted Pottery. Londres: Routledge. ISBN 9780415138604